# Milk Chocolate Girl
„Milk Chocolate Girl” este un cântec pop al interepretei belgiene Hadise. Piesa a fost lansată ca cel de-al treilea disc single al artistei, fiind inclus pe Sweat. „Milk Chocolate Girl” a debutat pe locul 26 în Flandra și a urcat până pe locul 13.

## Clasamente
| Clasament                 | Poziția maximă | Referință |
| ------------------------- | -------------- | --------- |
| Ultratop 50 Singles Chart | 13             | [ 2 ]     |